# Wichlinghauser Tunnel
Der Wichlinghauser Tunnel, teilweise auch Klingholzberg-Tunnel genannt, ist ein 290 Meter langer Tunnel in Wuppertal. Der ehemalige Eisenbahntunnel befindet sich in der 1890 eröffneten und inzwischen stillgelegten Verbindungskurve der Bahnstrecke Wuppertal-Oberbarmen–Wuppertal-Wichlinghausen und durchquert den Klingholzberg. Seit dem Umbau des Streckenabschnitts zum Bahntrassenrad- und -fußweg im Jahr 2019 ist der Tunnel öffentlich zugänglich.